# Біг-Рівер (Каліфорнія)
Біг-Рівер (англ. Big River) — переписна місцевість (CDP) в США, в окрузі Сан-Бернардіно штату Каліфорнія. Населення — 1084 особи (2020).

## Географія
Біг-Рівер розташований за координатами 34°8′24″ пн. ш. 114°21′44″ зх. д. / 34.14000° пн. ш. 114.36222° зх. д. (34.139982, -114.362202). За даними Бюро перепису населення США в 2010 році переписна місцевість мала площу 29,40 км², з яких 28,04 км² — суходіл та 1,35 км² — водойми.

## Демографія
Згідно з переписом 2010 року, у переписній місцевості мешкало 1327 осіб у 640 домогосподарствах у складі 373 родин. Густота населення становила 45 осіб/км². Було 1064 помешкання (36/км²).
Расовий склад населення:
| - 85,7 % — білих - 3,8 % — корінних американців - 1,1 % — чорних або афроамериканців - 0,2 % — азіатів - 4,1 % — осіб інших рас |

До двох чи більше рас належало 5,3 %. Частка іспаномовних становила 12,1 % від усіх жителів.
За віковим діапазоном населення розподілялося таким чином: 14,5 % — особи молодші 18 років, 50,5 % — особи у віці 18—64 років, 35,0 % — особи у віці 65 років та старші. Медіана віку мешканця становила 54,9 року. На 100 осіб жіночої статі у переписній місцевості припадало 100,8 чоловіків; на 100 жінок у віці від 18 років та старших — 98,4 чоловіків також старших 18 років.
Середній дохід на одне домашнє господарство становив 38 338 доларів США (медіана — 28 977), а середній дохід на одну сім'ю — 41 704 долари (медіана — 31 726). За межею бідності перебувало 19,7 % осіб, у тому числі 38,5 % дітей у віці до 18 років та 11,0 % осіб у віці 65 років та старших.
Цивільне працевлаштоване населення становило 346 осіб. Основні галузі зайнятості: роздрібна торгівля — 26,3 %, освіта, охорона здоров'я та соціальна допомога — 22,5 %, мистецтво, розваги та відпочинок — 15,3 %, науковці, спеціалісти, менеджери — 12,1 %.